# Petrogale burbidgei
Petrogale burbidgei — вид родини Кенгурових. Етимологія: вид названо на честь доктора Ендрю А. Бербіджа (англ. Andrew A. Burbidge), австралійського зоолога. 

## Поширення
Ендемік Австралії, де зустрічається на північному заході Кімберлі, Західна Австралія. Мешкає в районах вкритих пісковиком поблизу відкритого рідколісся з виткими рослинами. 

## Морфологія
Згідно з (Kitchener & Sanson, 1978) Довжина голови й тіла: 290—353 мм, довжина хвоста: 252—322 мм, вага 0.96—1.43 кг. Хутро довге, товсте густе, верхня частина тіла вохрово-рудувато-коричнева, нижня частина тіла бежево-жовта.

## Загрози та охорона
Загрози невідомі. Введені кішки можуть полювати на материкових тварин. Змінений режим вогню може також впливати вид. Проживання у природоохоронних територіях не зафіксоване.